# Baldo Blinkert
Baldo Blinkert (* 16. April 1942 in Nieder-Ellguth, Oberschlesien; † 26. November 2017 in Freiburg, St. Nikolaus) war ein deutscher Soziologe. Er hat das Freiburger Instituts für angewandte Sozialwissenschaft (FIFAS) gegründet und geleitet. Seine Arbeitsschwerpunkte waren Stadt, Kindheit, Jugend, Familie, demografischer Wandel, Zivilgesellschaft und praxisnahe Sozialforschung.

## Leben
Nach dem Besuch der  Volksschule in Solingen absolvierte Baldo Blinkert zunächst eine Lehre als Industriekaufmann und im Anschluss daran eine Sonderausbildung für qualifizierte Führungsaufgaben. Das Abitur erwarb Baldo Blinkert 1965 auf dem Hessenkolleg in Wiesbaden. Er studierte an der Universität Frankfurt Soziologie, Nationalökonomie und Sozialpädagogik und schloss seine Studien 1970 mit dem Diplom ab. Nach dem Studium wurde Blinkert wissenschaftlicher Mitarbeiter und dann akademischer Rat am Institut für Soziologie der Universität Freiburg. Er wurde 1975 in Freiburg mit einer Arbeit über Berufskrisen in der Sozialarbeit in Freiburg promoviert. Sein Doktorvater war Heinrich Popitz. Ebenfalls in Freiburg habilitierte er sich 1999 für das Fach Soziologie, wurde Akademischer Oberrat und 2005 zum apl. Professor ernannt und lehrte dort bis zu seiner Pensionierung.

## Arbeitsschwerpunkte
In seinen Arbeiten konzentrierte sich Baldo Blinkert auf Themen, die sich im weitesten Sinne als praxisnahe und politikorientierte Sozialforschung einordnen lassen. Dazu gründete er 1983 mit Unterstützung durch Heinrich Popitz das Freiburger Institut für angewandte Sozialwissenschaft (FIFAS). Mit diesem Institut hat Baldo Blinkert mehr als 60 empirische Forschungsprojekte für verschiedene Auftraggeber aus dem öffentlichen Bereich durchgeführt. Über diese Studien wurden 17 Monografien veröffentlicht, davon 13 in der eigenen Schriftenreihe des Instituts, mehr als 40 Aufsätze in Fachzeitschriften und rund 50 Arbeitsberichte als „graue Literatur“. Inhaltlich hat FIFAS dabei u. a. die folgenden Felder bearbeitet:
- Kindheit und Stadt: Welche Bedeutung haben die räumlichen Merkmale im Wohnumfeld von Kindern für deren Lebensqualität und Entwicklungschancen? Bedeutung von Naturerfahrungsräumen für die Situation von Kindern.
- Jugend: Welche Bedeutung haben strukturelle und jugendkulturelle Ressourcen für den Habitus und für die Praxis von Jugendlichen?
- Demografischer Wandel: Mit welchen Chancen und Herausforderungen ist der demografische Wandel verbunden? Was ist unter „aktivem Altern“ zu verstehen? Unter welchen Bedingungen ist das möglich? Wie wird sich die Versorgungssituation pflegebedürftiger Menschen entwickeln? Welche Bedeutung haben diese Entwicklungen für die kommunale Ebene der Städte und Kreise?
- Armut und soziale Probleme: Verteilung von sozialen Problemen in Regionen und Stadtgebieten.
- Zivilgesellschaft: Von welchen strukturellen Bedingungen hängt das ehrenamtliche Engagement in der Bevölkerung ab?
- Arbeit und Organisation: Welche Bedeutung haben verschiedene Arbeitszeitmodelle? Wie werden Organisationen von ihren Mitarbeitern erlebt?
- Sicherheiten und Unsicherheiten: Wie lässt sich die Belastung von Regionen durch Straftaten erklären? Was für Sicherheitsbefindlichkeiten gibt es in der Bevölkerung?
- Stadt und Stadtentwicklung: Bürgerbefragungen, Studien zur Entwicklung von Stadtgebieten.
- Wohnungswirtschaftliche Studien: Erstellung von Mietspiegeln

Als Professor für Soziologie am Institut für Soziologie der Universität Freiburg war Baldo Blinkert u. a. für die Ausbildung in Forschungsmethoden zuständig und bot den ständigen Forschungsschwerpunkt „Stadt, Region, Sicherheit“ geleitet und Seminare aus dem Bereich der allgemeinen Soziologie an.

## Schriften (Auswahl)
- Kriminalität als Modernisierungsrisiko. Das 'Hermes-Syndrom' der entwickelten Industriegesellschaften. In: Soziale Welt 39, 1988, S. 397–412.
- Aktionsräume von Kindern in der Stadt. Eine Untersuchung im Auftrag der Stadt Freiburg. Unter Mitarbeit von P. Höfflin M. Lallinger M. Messmer und A. Hank. Centaurus, Pfaffenweiler 1993.
- Ressourcen und Praxis von Jugendlichen: Freizeit, Gewalt und Drogen. Jugendstudie für den Landkreis Waldshut. Centaurus, Herbolzheim 2004.
- mit T. Klie: Solidarität in Gefahr? Pflegebereitschaft und Pflegebedarfsentwicklung im demographischen und sozialen Wandel. Vincenz, Hannover 2004.
- Quality of the City for Children: Chaos and Order, in: Children, Youth and Environments 14, 2, 2005, 99–112.
- Unsicherheitsbefindlichkeit als "sozialer Tatbestand". Kriminalitätsfurcht und die Wahrnehmung von Sicherheit und Unsicherheit in Europa. In: Monatsschrift für Kriminologie und Strafrechtsreform 93, 2010, S. 106–125.
- Chancen und Herausforderungen des demografischen Wandels. Aktives Altern und Pflegebedürftigkeit in europäischen Kommunen und Ländern der EU (TooLS-Projekt), unter Mitarbeit von A. Schiffert, J. Spiegel, K. Trutzel, T. Willmann. LIT, Berlin 2013.
- Erkundungen zur Zivilgesellschaft. LIT, Berlin 2013.
- mit P. Höfflin, A. Schmider, J. Spiegel: Raum für Kinderspiel! Eine Studie im Auftrag des Deutschen Kinderhilfswerks über Aktionsräume von Kindern in Ludwigsburg, Offenburg, Pforzheim, Schwäbisch Hall und Sindelfingen. LIT, Berlin 2015
- mit E. Weaver: Residential Environment and Types of Childhood. In: Humanities and Social Sciences 2015, 3/4, S. 258–267
- mit J. Eckert und H. Hoch: (Un-)Sicherheitsbefindlichkeiten: Explorative Studie über Sicherheitseinschätzungen in der Bevölkerung. In: R. Arnold H. Haverkamp (Hrsg.): Subjektive und objektivierte Bedingungen von (Un-)Sicherheit. Duncker & Humblot, Berlin 2015.
- Generation 55plus: Lebensqualität und Zukunftsplanung. Das KOSIS-Projekt "Aktives Altern" in den Städten Bielefeld, Freiburg, Karlsruhe, Moers, Villingen-Schwenningen und im Landkreis Mettmann. LIT, Berlin 2016.